# Gerard ter Borch
Gerard ter Borch, také Terburg nebo Terborch (1617, Zwolle – 8. prosince 1681, Deventer) byl nizozemský malíř žánrových scén a portrétů.

## Život
První vzdělání v kresbě získal u svého otce, Gerarda ter Borch staršího, který jeho první kresby pečlivě uchovával. Roku 1632 byl v Amsterodamu, roku 1633 v Haarlemu, kde se učil u krajináře Pietera de Molyna. O dva roky později už získal mistrovské oprávnění a mohl své obrazy signovat. Ještě téhož roku 1635 odjel do Londýna, kde jeho strýc pracoval jako mědirytec a kde se setkal s A. van Dyckem. Roku 1636 po krátkém pobytu ve Zwolle se vydal do Itálie a Španělska, kde portrétoval krále Filipa IV. a seznámil se s tvorbou Diega Velázqueze. Od roku 1640 pracoval opět v Amsterodamu, kde měl velký úspěch jako portrétista v nejvyšších kruzích.
Roku 1646 ho nizozemský vyslanec Adriaen Paauw požádal, aby ho doprovázel do Münsteru, kde se sjednávala mírová smlouva mezi Nizozemskem a Španělskem. Ter Borch tam portrétoval různé diplomaty a španělský vyslanec hrabě Peñeranda ho pozval, aby zachytil slavnostní podpis dohody. Slavný obraz, na němž je přes 80 postav, není pro Ter Borcha právě typický a je vystaven v amsterodamském Rijksmuseu. V témže roce se vrátil do Nizozemska, kde působil v různých městech a věnoval se hlavně žánrovému malířství. Roku 1654 se oženil a usadil v Deventeru a od roku 1660 maloval opět hlavně portréty. Forma těchto portrétů ovlivnila později Jana Vermeera.

## Galerie

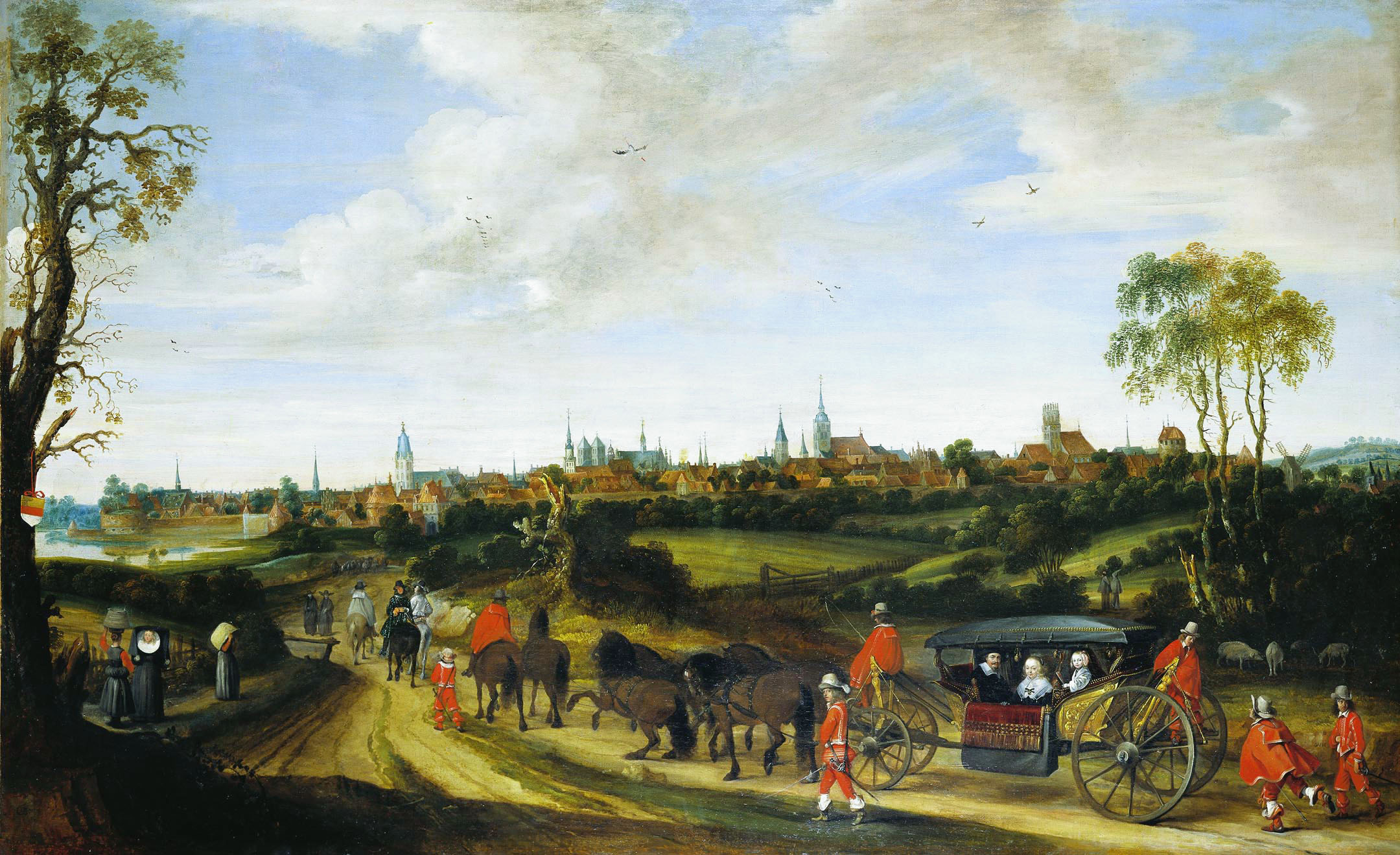
Vyslanec Adriaen Pauw přijíždí do Münsteru (1646)
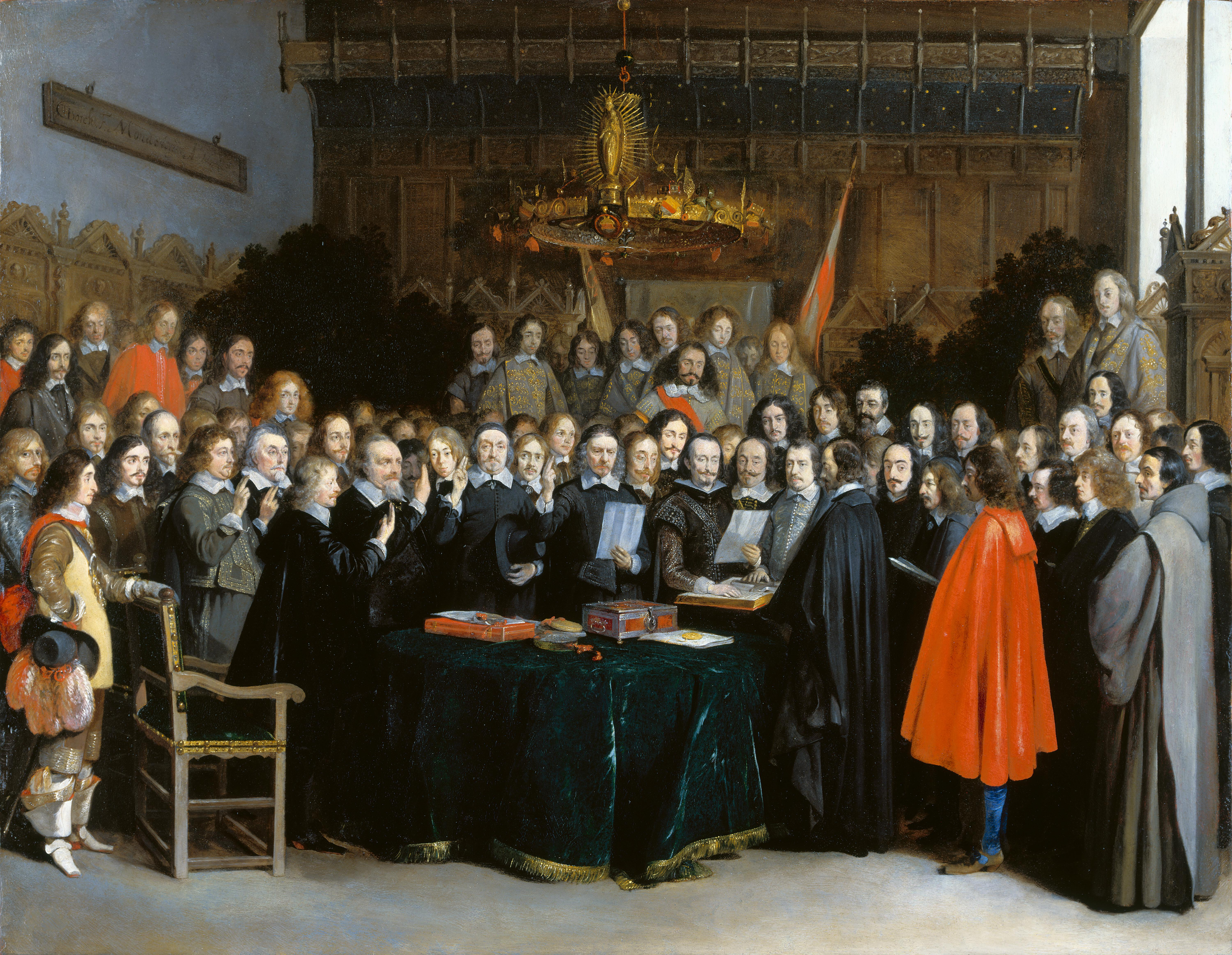
Podpis Vestfálské smlouvy
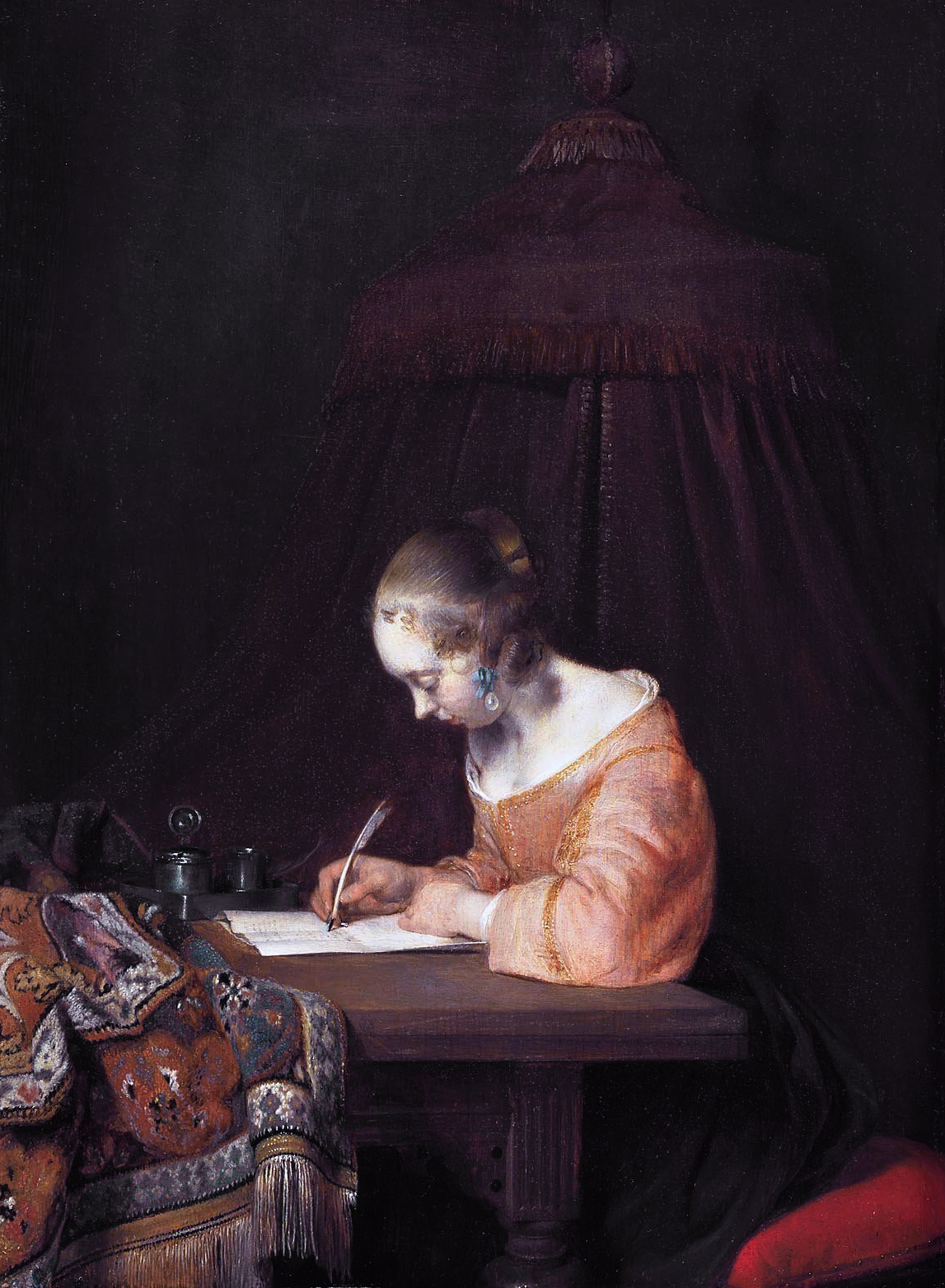
Žena píšící dopis (kolem 1655)
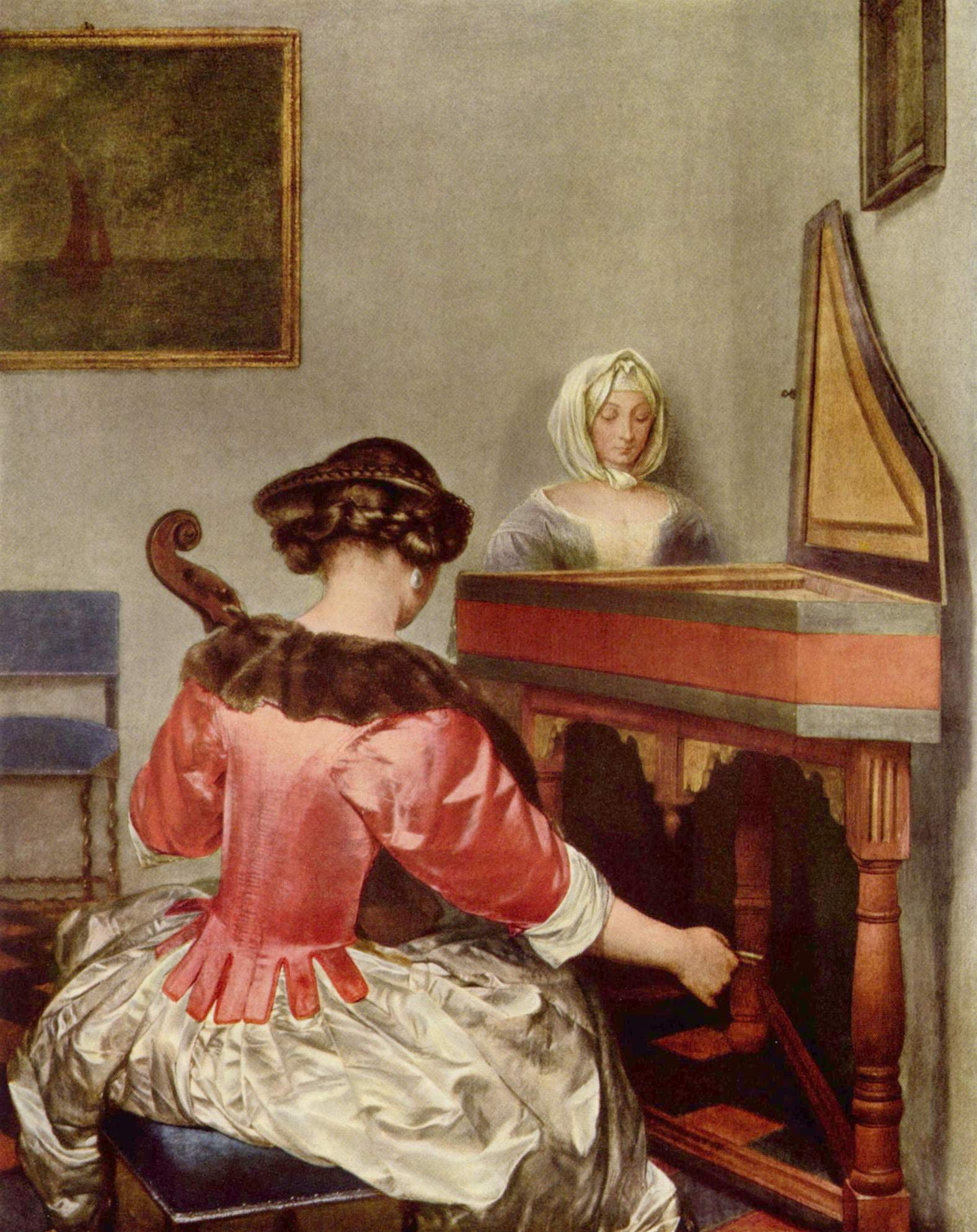
Koncert (1655)
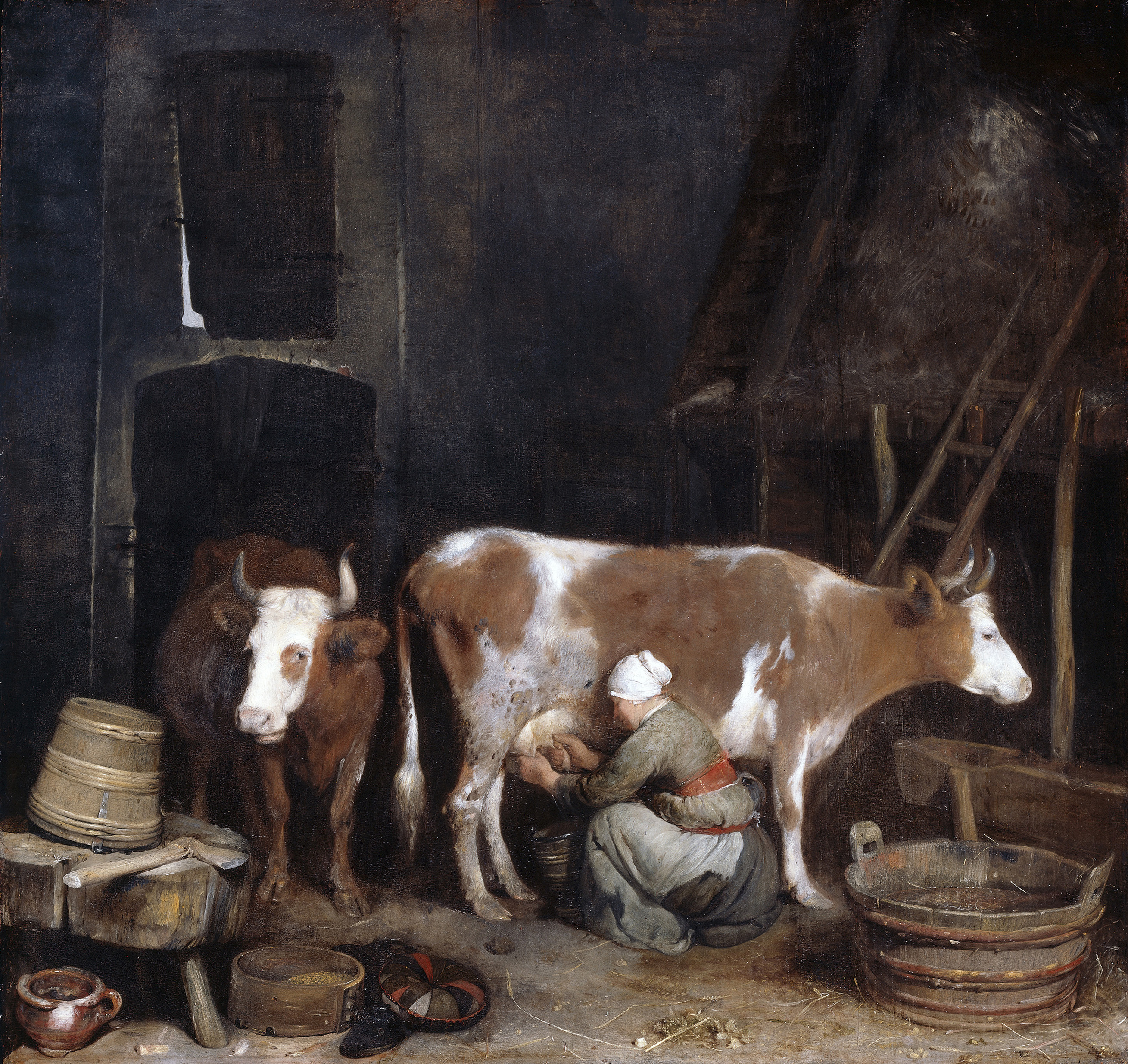
Dojící dívka (kolem 1652–54)
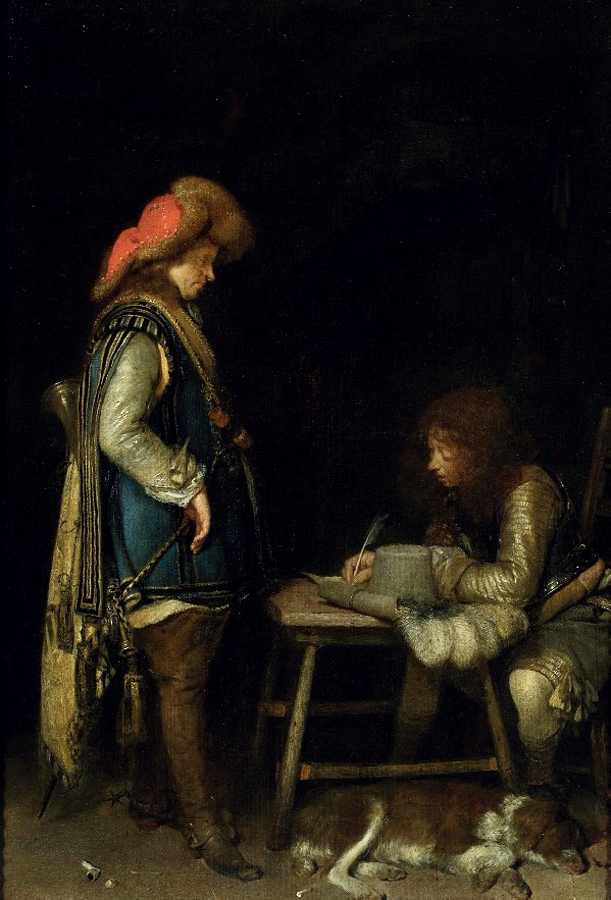
Důstojník diktuje dopis (1657–58)
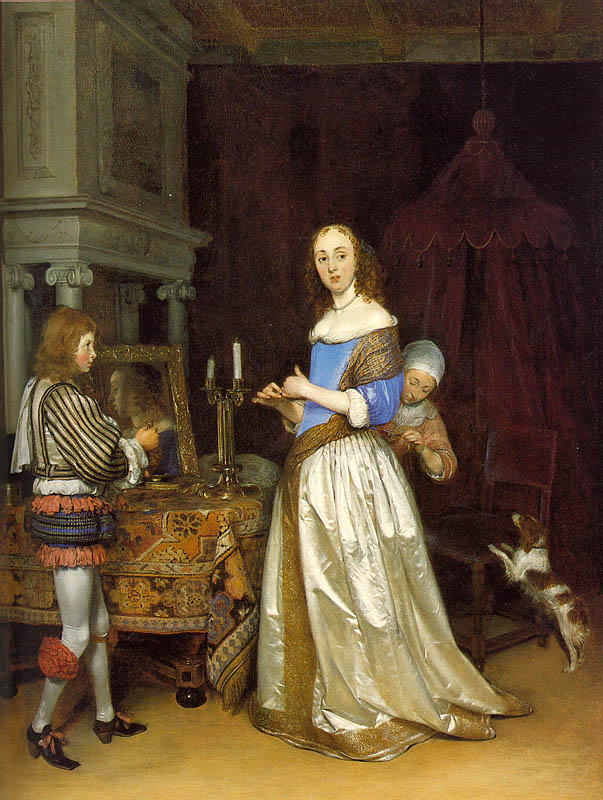
Dáma při toaletě (1660)
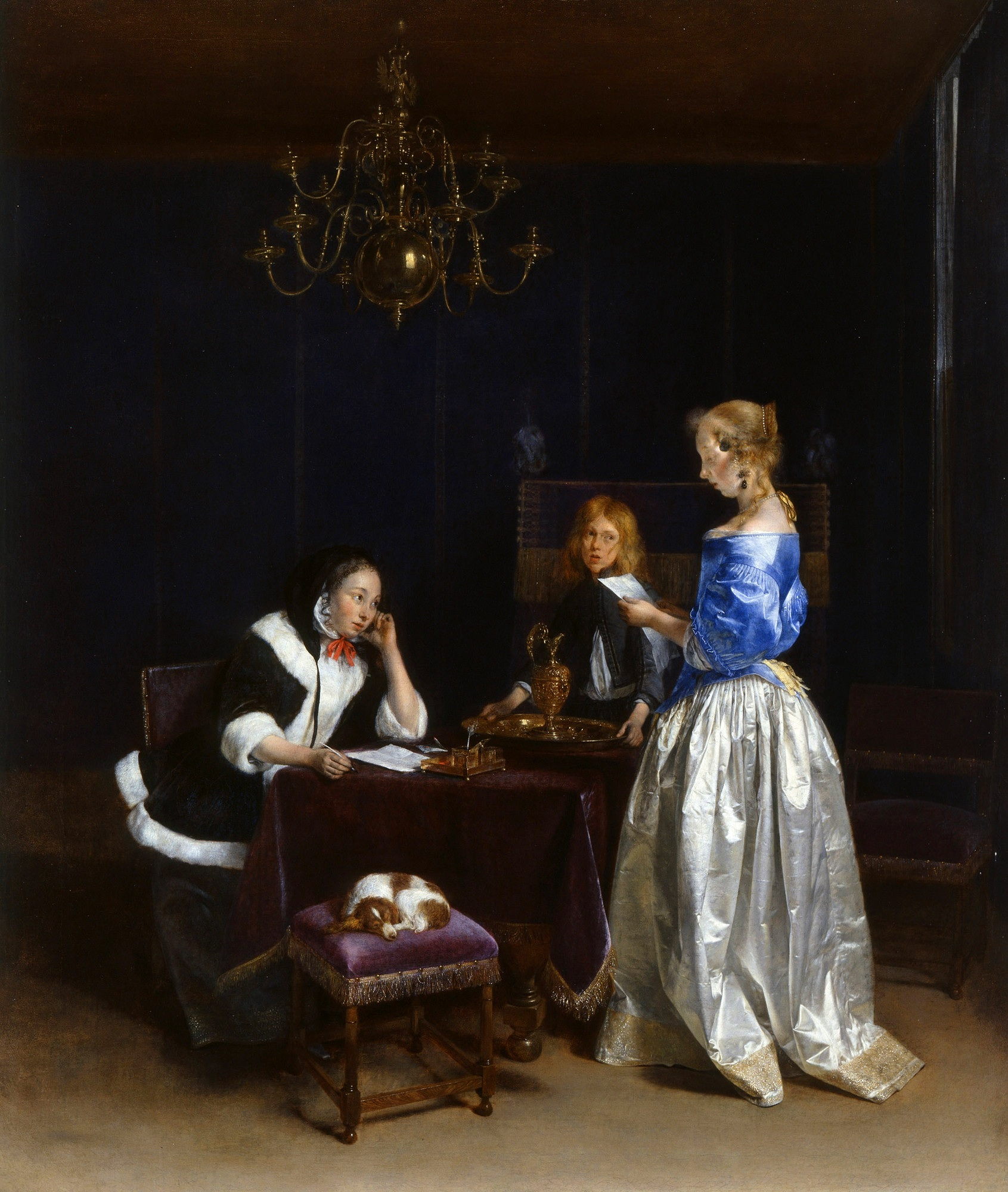
Žena čtoucí dopis (1660–62)
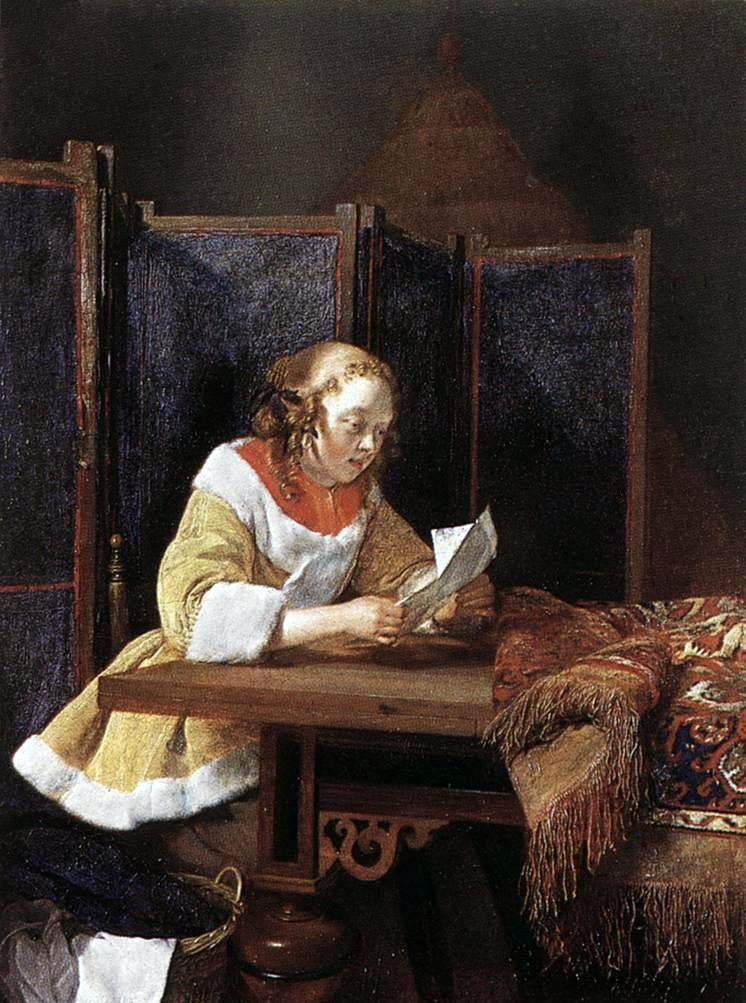
Dáma čtoucí dopis (1662)